# 太山庙乡 (南召县)
太山庙乡，是中华人民共和国河南省南阳市南召县下辖的一个乡镇级行政单位。

## 行政区划
太山庙乡下辖以下地区：
曹店村、罗沟村、兴隆村、横山村、包坪村、安庄村、九里山村、太山庙村、朱砂铺村、冯庄村、张沟村、一峰村、鲁新村、刘村、梁沟村、罗汉村、前湾村、下店村和毛庄村。